# Zentralbank Libyens
Die Zentralbank Libyens (arabisch مصرف ليبيا المركزي, DMG Maṣrif Lībiyā al-markazī, englisch Central Bank of Libya, CBL) ist die nationale Zentralbank des Staates Libyen. Sie hat ihren Hauptsitz in Tripolis sowie Filialen in Bengasi, Sabha und Syrte. Seit dem 10. März 2011 wird sie auf der Liste der von EU-Sanktionen gegen Libyen 2011 betroffenen Personen und Institutionen geführt. Seither sind in Deutschland die Konten der CBL gesperrt.

## Lage
Das Gebäude der Staatsbank befindet sich am nördlichen Rand der Altstadt, unmittelbar westlich neben dem Jamahiriyya Museum und nahe dem historischen Hafengelände.

## Geschichte
Die CBL nahm am 1. April 1956 die Geschäfte auf und löste damit das Libyan Currency Committee ab. Zur Förderung von Auslandsinvestitionen und zur Unterstützung der Libyan Investment Authority wurde 1972 die unter vollständiger Kontrolle der CBL stehende Libyan Arab Foreign Bank gegründet.
Am 20. August 2023 gab die Bank offiziell den Abschluss ihrer Wiedervereinigung unter Elkaber und seinem Stellvertreter im Osten, Maree Raheel, bekannt.

## Organisation
An der Spitze der Bank stehen der Direktor (Governor), der stellvertretende Direktor (Deputy Governor) und der Steuerungsausschuss (Governing Council). Die Leitung der CBL im Allgemeinen obliegt dem achtköpfigen Verwaltungsrat (Board of Directors), dem neben dem Direktor und dessen Stellvertreter sechse weitere Mitglieder angehören.

## Aufgaben
Zu den Hauptaufgaben der CBL gehören:
- die Ausgabe der Währung,
- die Überwachung des nationalen Zahlungssystems,
- die Beaufsichtigung der Gold- und der Devisenreserve Landes,
- die Regulierung des Kreditwesen nach den Anforderungen an Geldwertstabilität und Wirtschaftswachstum sowie
- die Verwaltung der Staatsanleihen.